# 駒野町
駒野町（こまのちょう）は、愛知県弥富市の地名。

## 地理
旧弥富町南部に位置し、東は楠、西は鍋田町、南は上野町、北は東末広・西末広と接する。

### 学区
- 公立高等学校 - 尾張学区
- 公立中学校 - 弥富市立弥富中学校[WEB 4]
- 公立小学校 - 弥富市立栄南小学校[WEB 4]

## 歴史

### 人口の変遷
国勢調査による人口の推移。
| 1995年（平成7年）  | 831人 |  |  |
| 2000年（平成12年） | 658人 |  |  |
| 2005年（平成17年） | 392人 |  |  |
| 2010年（平成22年） | 277人 |  |  |
| 2015年（平成27年） | 177人 |  |  |

### 世帯数の変遷
国勢調査による世帯数の推移。
| 1995年（平成7年）  | 351世帯 |  |  |
| 2000年（平成12年） | 293世帯 |  |  |
| 2005年（平成17年） | 168世帯 |  |  |
| 2010年（平成22年） | 141世帯 |  |  |
| 2015年（平成27年） | 103世帯 |  |  |

### 沿革
- 1975年（昭和50年） - 海部郡弥富町大字鍋田の一部により、同町大字駒野として成立[2]。
- 1976年（昭和51年） - 一部が弥富町楠に編入される[2]。
- 2006年（平成18年） - 市制施行に伴い、弥富市駒野町となる。

## 交通
- 愛知県道71号名古屋西港線[1]

- 愛知県道71号

## 施設
- 名古屋競馬場
- 外向発売所（旧サンアール弥富）
- 亀の子グランド
- 海部南部水道企業団 弥富配水場

- 名古屋競馬場

### WEB
1. ↑  “愛知県弥富市の町丁・字一覧”.   人口統計ラボ. 2022年3月13日閲覧。
2. ↑  総務省統計局 (2017年1月27日). “平成27年国勢調査の調査結果(e-Stat) - 男女別人口及び世帯数 －町丁・字等” (CSV). 2021年7月21日閲覧。
3. ↑  “市外局番の一覧” (PDF).   総務省. 2022年1月3日閲覧。
4. 1 2  弥富市役所 教育部 学校教育課 学校教育グループ (2015年3月5日). “小・中学生の通学区域”.   弥富市. 2022年3月13日閲覧。
5. 1 2  総務省統計局 (2014年3月28日). “平成7年国勢調査の調査結果(e-Stat) - 男女別人口及び世帯数 －町丁・字等” (CSV). 2021年7月20日閲覧。
6. 1 2  総務省統計局 (2014年5月30日). “平成12年国勢調査の調査結果(e-Stat) - 男女別人口及び世帯数 －町丁・字等” (CSV). 2021年7月20日閲覧。
7. 1 2  総務省統計局 (2014年6月27日). “平成17年国勢調査の調査結果(e-Stat) - 男女別人口及び世帯数 －町丁・字等” (CSV). 2021年7月21日閲覧。
8. 1 2  総務省統計局 (2012年1月20日). “平成22年国勢調査の調査結果(e-Stat) - 男女別人口及び世帯数 －町丁・字等” (CSV). 2021年7月21日閲覧。
9. 1 2  総務省統計局 (2017年1月27日). “平成27年国勢調査の調査結果(e-Stat) - 男女別人口及び世帯数 －町丁・字等” (CSV). 2021年7月21日閲覧。

### 書籍
1. 1 2  「角川日本地名大辞典」編纂委員会 1989, p. 1899.
2. 1 2  「角川日本地名大辞典」編纂委員会 1989, p. 574.